# Department of Government Efficiency
| Department of Government Efficiency (DOGE) |
| --- |
| DOGE:s officiella logotyp i början av 2025. Eisenhower Executive Office Building, säte för DOGE. - Betydelse – rådgivande organisation kopplad till USA:s presidentkansli - Bakgrund – planerad från november 2024, instiftad januari 2025 - Ledning – Elon Musk - Verksamhet – ger rekommendationer angående en krympning av USA:s federala statsapparat |

Department of Government Efficiency (DOGE), "effektiviseringsdepartementet" och officiellt U.S. DOGE Service Temporary Organization, är en tillfällig organisation kopplad till USA:s presidentkansli. Organisationen planerades från november 2024 och instiftades i januari 2025 genom en presidentorder. Däremot är den inte en officiell federal myndighet, något som hade krävt beslut av USA:s kongress.
Organisationen, som leds av Trumps rådgivare Elon Musk (den största bidragsgivaren till Donald Trumps presidentkampanj), fungerar som en rådgivande enhet som ger rekommendationer angående möjligheter att minska på de federala utgifterna och den federala administrationen. DOGE planeras att verka fram till 4 juli 2026. Den har säte i Eisenhower Executive Office Building i Washington och inkluderar ett 20-tal anställda med kontaktpersoner i olika federala myndigheter.

## Verksamhet
Ett republikanskt styre i Vita huset har traditionellt varit kopplat till ett arbete för att minska det allmänna skattetrycket genom att minska på statens storlek. Tidigare har en mängd amerikanska presidenter, inklusive demokratiskt valda som Bill Clinton, strävat efter ökad statlig effektivitet. DOGE:s rådgivande verksamhet är dock kopplad till en ambition att skära ner USA:s federala budget med 75 procent, och nedskärningarna under den första tiden av Donald Trumps andra presidentskap anses ha varit utan tidigare motstycke.
Bland DOGE:s verksamhet kan nämnas rekommendationen att skära ner alternativt helt avskaffa USAid, USA:s federala myndighet för utlandsbistånd. Nedskärningar i USA:s flygsäkerhetsadministration, dagarna före en stor flygolycka med American Airlines, har även kopplats till DOGE:s verksamhet. DOGE har även gett rekommendationer om att kraftigt förminska eller lägga ner USA:s utbildningsdepartement, och man har avbrutit olika initiativ för att öka jämlikheten inom amerikanska myndigheter.
I mars 2025 avskedades chefsjuristen hos USA:s skatteverk IRS från sin tjänst, föranlett av försök av DOGE att nå uppgifter om cirka 700 000 papperslösa immigranter. Fram till mars hade 12 000 medarbetare (av sammanlagt cirka 90 000 anställda) hos IRS fått lämna sin tjänst, och planer nämns om att DOGE kommer att försöka driva igenom en minskning med ytterligare 25 000 IRS-anställda. Detta riskerar enligt skatteexperter som The Washington Post talat med IRS möjligheter att driva in skatten till USA:s federala utgifter. En halvering av arbetsstyrkan hos IRS kan enligt bedömare mångdubbla mängden obetalda skatter.

## Betydelse
DOGE:s verksamhet anses av Chuck Schumer, Demokraternas minoritetsledare i USA:s senat, vara en skuggregering som verkar vid sidan av USA:s officiellt tillsatta regering. DOGE är på papperet en rådgivande organisation, men dess handlingar leder i många fall till konkreta åtgärder – i de flesta fallen nedskärningar av statsapparaten. DOGE:s verksamhet ses på olika håll som en "stat i staten" och som ett försök att omvandla USA:s federala makt i grunden. Likheter har dragits mellan DOGE:s maktbefogenheter och hur olika fascistiska regimer genom historien har etablerat eller stärkt sitt grepp över makten. Organisationen fungerar i många fall i praktiken som ett verktyg i implementeringen av Trumps vallöften, inte som en rådgivande enhet.